# Devastazioni e genocidi nell'impero mongolo
Le invasioni e conquiste mongole del XIII secolo provocarono distruzioni su vasta scala ben documentate dalle fonti storiche. L'esercito mongolo conquistò centinaia di città e villaggi ed uccise milioni di persone. Si stima che circa l'11% della popolazione mondiale sia stata uccisa durante o immediatamente dopo le invasioni mongole: circa 6 milioni di persone in Eurasia. Questi eventi sono considerati tra le più eclatanti uccisioni di massa nella storia umana.

## Descrizione

### Guerra psicologica
Per evitare la guerra, Gengis Khan e i suoi generali preferirono offrire ai loro nemici la possibilità di arrendersi senza opporre resistenza. Gli arresi sarebbero divenuti vassalli tenuti al tributo, al supporto militare e ad accettare residenti mongoli nelle loro terre. In cambio, il Khaghan avrebbe garantito loro protezione a patto che restassero fedeli.
Se il nemico non s'arrendeva, ne seguivano devastazioni, terrore e morte. I mongoli permettevano però ad alcuni civili di fuggire per diffondere il terrore nei dintorni. Questa prassi originò un perverso gioco all'eccesso che rende oggi poco affidabili i dati specifici, specialmente il conteggio delle vittime: i mongoli li ingigantivano per aumentare la portata della loro possanza mentre i nemici dei mongoli li ingigantivano per velocizzare il reclutamento di un'armata contro i "terribili mongoli".
David Nicole osservò, in The Mongol Warlords, che «il terrore e lo sterminio di massa di chiunque si opponesse a loro era una tattica mongola ben collaudata.» Il successo delle tattiche mongole dipendeva dalla paura di indurre la capitolazione delle popolazioni nemiche. Dal punto di vista delle moderne teorie delle relazioni internazionali, Quester suggerì che «forse il terrorismo produsse una paura tale da immobilizzare ed inabilitare le forze che avrebbero potuto resistere.»
Con la diffusione delle conquiste mongole, questa scelta strategica si dimostrò molto efficace. Ci sono storie di soldati mongoli solitari che cavalcavano nei villaggi arresi e giustiziavano contadini a caso come prova di lealtà. Era risaputo che un singolo atto di resistenza avrebbe portato l'intero esercito mongolo in una città per annientarne gli occupanti. Appare quindi fuor di dubbio che i mongoli si siano assicurati l'obbedienza delle popolazioni sottomesse attraverso la paura, tanto che sembra sia stato frequente, per i contadini incontrati dall'orda, il volontario arruolamento o la rapida e remissiva accettazione delle richieste degli invasori. Per contro, ovviamente, ciò può aver concorso a minare la lealtà a lungo termine dei popoli e dei contingenti militari che i gengiscanidi inclusero nel loro impero.

### Genocidio programmato
Se il nemico si rifiutava di sottomettersi, i leader mongoli applicavano una strategia di guerra totale, ordinando il massacro collettivo delle popolazioni e la distruzione delle proprietà. Tale fu il destino delle comunità musulmane durante l'invasione mongola della Corasmia: es. dopo la conquista di Urgench (attuale Kunya-Urgench in Turkmenistan), capitale della Corasmia, ogni guerriero mongolo, in un esercito di forse due tumen (20.000 soldati), dovette giustiziare 24 persone, arrivando ad un totale di quasi mezzo milione di persone per tutto l'esercito.
Giovanni da Pian del Carpine, inviato di Papa Alessandro IV presso il Khagan, passò per Kiev nel febbraio 1246, dopo la caduta della città per mano dei mongoli, e così la descrisse:
(Historia Mongalorum)

### Carestie ed epidemie
I mongoli praticavano ampiamente la tattica della terra bruciata per fiaccare il nemico. Quando stavano cercando di conquistare Ganghwa, l'isola-fortezza in cui si era rifugiata la corte del Goryeo, durante le sei invasioni mongole della Corea, i raccolti del regno peninsulare furono sistematicamente bruciati per far morire d'inedia i coreani. Altre tattiche includevano deviare i fiumi da e verso città, come Gengis Khan fece durante l'assedio di Ningxia (attuale Yinchuan), capitale della dinastia Xia occidentale nel 1210.

Come altri popoli, i mongoli erano anche soliti catapultare cadaveri oltre le mura della città per infettare la popolazione. Alcune fonti sostengono che l'uso di tali corpi infetti durante l'assedio di Caffa (l'odierna Feodosia), nel 1346 abbia portato al diffondersi della peste nera in Europa. I sopravvissuti all'assedio, in fuga dalla zona, imbarcarono inconsapevolmente anche ratti neri infestati da pulci. Nelle settimane successive, le loro navi attraccarono a Trebisonda, Costantinopoli, Genova, Venezia, poi a Messina in Sicilia, favorendo così la diffusione della peste. Da Marsiglia, dove arrivarono le navi mercantili da novembre 1347, la peste si diffuse in Europa in pochi mesi via terra, fiume e mare, contaminando Avignone, sede del papato, nel marzo 1348 e il Ducato d'Aquitania ad aprile. Il ducato, esportatore di vino in Gran Bretagna, contribuì a diffondervi la peste attraverso le rotte commerciali marittime. La pandemia si estese nei mesi successivi al resto d'Europa, raggiungendo Mosca nel 1352.
Si ritiene tuttavia probabile che, senza l'assedio di Caffa, la peste avrebbe comunque raggiunto l'Europa attraverso le rotte commerciali che collegavano l'Asia all'Europa tramite le contrade italiane, o altre rotte transitanti per il Medio Oriente. L'epidemia fu inoltre favorita anche dai movimenti dei pellegrini medievali che fecero dei luoghi santi nuovi epicentri dell'epidemia.

### L'alternativa: tributo e vassallaggio
Coloro che accettarono di pagare il tributo ai mongoli furono risparmiati dall'invasione e lasciati relativamente indipendenti. Mentre le popolazioni che resistevano venivano solitamente annientate e quindi non pagavano un tributo regolare, le eccezioni alla regola includevano la dinastia coreana Goryeo che alla fine accettò di pagare tributi regolari in cambio del vassallaggio e di una certa misura di autonomia, nonché il mantenimento del governo dinastia, sottolineando ulteriormente la preferenza mongola per tributi e vassalli, che servirebbero come fonte di reddito in qualche modo regolare e continua, in contrasto con la conquista e la distruzione totali.
Diversi tributi furono riscossi da culture diverse: es. il Goryeo pagò 10.000 pelli di lontra, 20.000 cavalli, 10.000 pezze di seta, vestiario militare e un gran numero di bambini e artigiani come schiavi.

## Conseguenze

### Cambiamenti demografici nelle zone di guerra

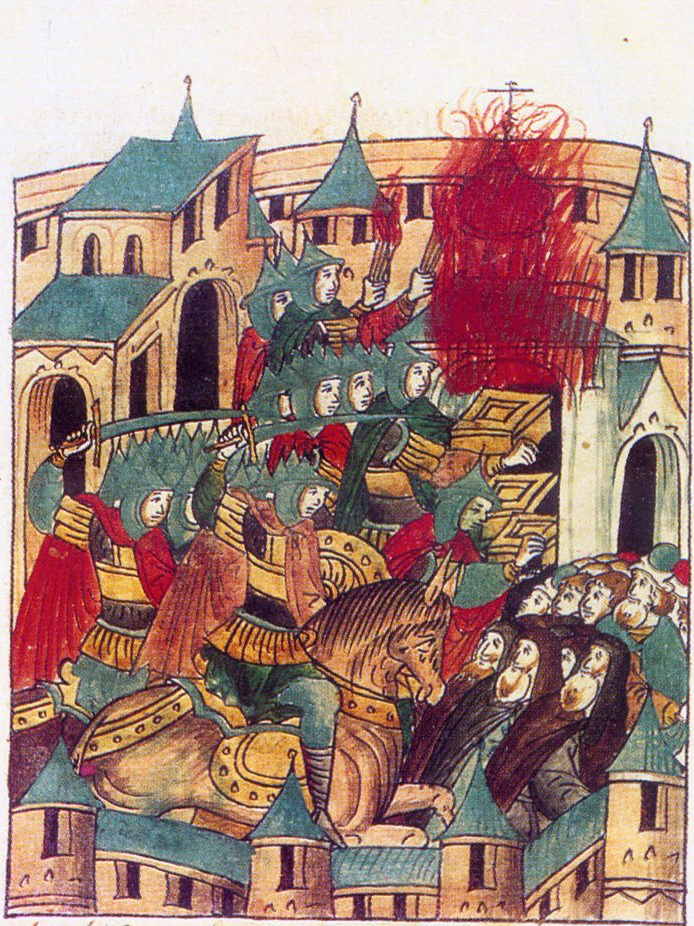
Il sacco di Suzdal' dei mongoli di Batu Khan (in primo piano, con la spada) - miniatura del XVI secolo.

Fonti antiche descrivevano le conquiste di Gengis Khan come una distruzione totale su scala senza precedenti in alcune regioni geografiche, causa di grandi cambiamenti demografici in Asia. Secondo le opere dello storico iraniano Rashid al-Din Hamadani (1247-1318), i mongoli uccisero più di 1.300.000 persone a Merv e più di 1.747.000 a Nishapur. La popolazione totale della Persia potrebbe essere scesa da 2.500.000 a 250.000 a causa dello sterminio di massa e della carestia e a volte si verificarono anche deportazioni.
Secondo Diana Lary, le invasioni mongole hanno indotto lo sfollamento della popolazione «su una scala mai vista prima» in Eurasia, ma soprattutto in Cina, dove la massiccia migrazione verso sud dei profughi della Cina settentrionale è riuscita di fatto a unire le parti meridionale e settentrionale della Cina, una inaspettata conseguenza storica. La Cina ha subito un drastico calo della popolazione nel XIII e XIV secolo. Prima dell'invasione mongola, le dinastie cinesi avrebbero avuto circa 120 milioni di abitanti; dopo che la conquista fu completata nel 1279, il censimento del 1300 riportava circa 60 milioni di persone. Sebbene sia allettante attribuire il principale declino esclusivamente alla ferocia mongola, gli studiosi ora hanno sentimenti contrastanti sull'argomento. La Cina meridionale potrebbe rappresentare 40 milioni di persone non registrate che, senza passaporto, non sarebbero apparse nel censimento.  Intere popolazioni contadine che si uniscono o si arruolano per il lavoro potrebbero comportare una grande riduzione della popolazione a causa della scarsità di cibo.
Studiosi come Frederick W. Mote sostengono però che l'ampio calo dei numeri riflette un fallimento amministrativo dei registri, piuttosto che una diminuzione de facto, ma altri, come Timothy Brook, sostengono che i mongoli abbiano creato un sistema di asservimento di un'enorme porzione di la popolazione cinese, causando la totale scomparsa di molti dal censimento.
James Waterson ha messo in guardia dall'attribuire semplicisticamente il calo demografico nella Cina del Nord del XIII secolo al massacro indiscriminato operato dai Mongoli, poiché gran parte della popolazione potrebbe essersi trasferita nella Cina meridionale sulla scia della dinastia Song in ritirata dall'avanzata della dinastia Jīn o essere morta di malattie e carestia poiché le infrastrutture agricole e urbane della città erano state distrutte. I mongoli usavano infatti risparmiare le città dal massacro e dal saccheggio in caso di resa, come fatto all'assedio di Kaifeng (1232-1233), durante la campagna contro i Jīn, consegnata al generale mongolo Subedei dal generale Xu Li, o Yangzhou, ceduta a Bayan dal secondo in comando di Li Tingzhi dopo che Li Tingzhi fu giustiziato dai Song, e Hangzhou, risparmiata dal saccheggio quando si arrese a Kublai Khan. Numerosi soldati cinesi Han e mongoli-Kitai (che avevano lasciato con riluttanza la natia Manciuria al seguito dei Jīn) disertarono in massa a favore di Gengis Khan quando avvio la campagna contro gli Jurchen-Jīn. Le città (cinesi e non solo) che si arresero furono sempre risparmiate dal saccheggio e dal massacro da Kublai Khan, in linea con la tradizione mongola sopraccennata.
Parimenti però, molti cinesi di etnia Han furono ridotti in schiavitù durante l'invasione mongola della Cina vera e propria. Secondo gli storici giapponesi Sugiyama Masaaki e Funada Yoshiyuki, c'erano anche un certo numero di schiavi mongoli di proprietà dei cinesi Han durante la dinastia Yuan. Tuttavia, non ci sono prove che i cinesi Han, che secondo alcuni ricercatori erano considerati persone dell'ultimo ceto sociale della società Yuan, abbiano subito abusi particolarmente crudeli.
Altri storici, come William McNeill e David Morgan, sostengono che la peste nera diffusa dai mongoli (v. sopra) fu il fattore principale dietro il declino demografico di quel periodo poiché si diffuse anche in aree dell'Europa occidentale e dell'Africa che i mongoli non raggiunsero mai.
Colin McEvedy, in Atlas of World Population History (1978) stimò che la popolazione della Russia europea sia scesa da 7,5 milioni a 7 milioni dopo l'invasione mongola, mentre altri storici stimano che fino alla metà dei due milioni di abitanti dell'Ungheria furono vittime dell'invasione mongola dell'Europa. Centri come Kiev necessitarono di secoli per riprendersi dallo shock.

### Distruzione di cultura e proprietà
Le campagne mongole nel nord della Cina, in Asia centrale, in Europa orientale e in Medioriente causarono vaste distruzioni ma non sono disponibili cifre esatte per quel periodo. Le città di Balkh, Bamiyan, Herat, Kiev, Baghdad, Nishapur, Merv, Kunya-Urgench, Lahore, Rjazan', Černihiv, Vladimir (Oblast' di Vladimir) e Samarcanda subirono gravi devastazioni da parte degli eserciti mongoli. Ad esempio, c'è una notevole mancanza di letteratura cinese della dinastia Jīn, precedente alla conquista mongola, e nella Presa di Baghdad (1258), biblioteche, libri, letteratura e ospedali furono bruciati: alcuni dei libri furono gettati nel fiume in quantità sufficiente a macchiare il Tigri d'inchiostro per diversi mesi, secondo la leggenda; inoltre, «in una settimana, le biblioteche e i loro tesori che erano stati accumulati nel corso di centinaia di anni furono bruciati o altrimenti distrutti. Così tanti libri furono gettati nel fiume Tigri, secondo uno scrittore, che formarono un ponte che avrebbe sostenuto un uomo a cavallo.» La Corea fu devastata dai decennali combattimenti con i mongoli, tanto che si diceva non fossero rimaste strutture in legno nel paese. L'impatto culturale fu pesante: la pagoda di nove piani del tempio Hwangnyongsa fu bruciata nel 1238, mentre la prima raccolta dei Tripitaka Koreana andò distrutta.
Gengis Khan era ampiamente tollerante nei confronti di più religioni ma ci furono molti casi in cui lui e altri mongoli s'impegnarono in guerre di religione anche se le popolazioni erano obbedienti: es. il Khagan approvò un decreto che impose a tutti i taoisti di pagare più tasse. Durante tutte le campagne mongole si verificarono poi deliberate distruzioni di luoghi di culto.
La distruzione dei Qanat, i sistemi di irrigazione tradizionali dell'Iran e dell'Iraq, da parte dei mongoli annullò millenni di sforzi nella costruzione di infrastrutture d'irrigazione e drenaggio in queste regioni. La perdita di cibo disponibile di conseguenza potrebbe aver portato alla morte di più persone per fame in quest'area rispetto ai morti in battaglia veri e propri. La civiltà islamica della regione del Golfo Persico non si riprese fino a dopo il Medioevo.

### Impatto ambientale
Secondo uno studio del Dipartimento per l'Energia Globale della Carnegie Institution for Science, l'annientamento di così tanti esseri umani e città sotto Gengis Khan potrebbe aver rimosso fino a 700 milioni di tonnellate di carbonio dall'atmosfera, consentendo alle foreste di ricrescere su terra precedentemente abitata e/o coltivata.

### Esplicative
1. ↑  (EN) Diana Lary, Chinese Migrations: The Movement of People, Goods, and Ideas over Four Millennia, Rowman & Littlefield, 2012,  pp. 53-55, ISBN 9780742567658.
«In Cina poco dopo ci furono massicci movimenti di profughi verso sud, poiché i mongoli entrarono in Cina dal nord. I movimenti di fuga dei mongoli furono infruttuosi nella fuga dai mongoli, che presto portarono tutta la Cina sotto il loro controllo, ma i movimenti dei rifugiati accelerarono il processo delle popolazioni del nord che riempivano le terre a sud dello Yangzi. La conquista mongola ebbe l'inaspettata conseguenza di consolidare l'insediamento settentrionale a sud.»

### Bibliografiche
1. ↑  (EN) Adam Jones, Genocide: A Comprehensive Introduction, Routledge/Taylor & Francis Publishers, 2006,  p. 3, ISBN 978-0-415-35385-4.
2. ↑  (EN) Afghanistan, Genocide of, in The Encyclopedia of Genocide, ABC-CLIO, 1999,  p. 48.
3. ↑  Man 2004, pp. 116-117.
4. ↑  (EN) Ping-Ti Ho, An estimate of the total population of Sung-Chin China, Histoire et institutions, n. 1, 1970,  pp. 33-54, DOI:10.1515/9783111542737-007, ISBN 978-3-11-154273-7, OCLC 8159945824.
5. 1 2  (EN) Colin McEvedy e Richard M. Jones, Atlas of World Population History, New York, Puffin, 1978,  p. 172, ISBN 9780140510768..
6. ↑  (EN) Graziella Caselli, Gillaume Wunsch e Jacques Vallin, Demography: Analysis and Synthesis, Four Volume Set: A Treatise in Population, Academic Press, 2005,  p. 34, ISBN 0-12-765660-X.
7. ↑  (EN) Selected Death Tolls for Wars, Massacres and Atrocities Before the 20th Century, su necrometrics.com. URL consultato il 21 ottobre 2020.
8. ↑  Nicolle 1998, p. 21.
9. ↑  (EN) George H. Quester, Offense and Defense in the International System, Transaction Publishers, 2003,  p. 43, ISBN 9781412829939.
10. ↑  Weatherford 2005.
11. ↑  Lane 2006, "Propaganda".
12. ↑  (EN) Central Asian world cities, University of Washington (archiviato dall'url originale il 18 gennaio 2012).
13. ↑  (EN) Emerging Infectious Diseases journal, su cdc.gov, CDC.
14. 1 2  (FR) Rapide et fatale: comment la Peste Noire a dévasté l'Europe au 14e siècle, su nationalgeographic.fr.
15. 1 2 3 4  (FR) 1348: la Peste noire frappe l’Aquitaine, su sudouest.fr.
16. ↑  (EN) Mark Wheelis, Biological Warfare at the 1346 Siege of Caffa - Volume 8, Number 9—September 2002 - Emerging Infectious Diseases journal - CDC, in Emerging Infectious Diseases • Vol. 8, No. 9, settembre 2002, DOI:10.3201/eid0809.010536. URL consultato il 9 maggio 2020.
17. ↑  (EN) Expanding the Realm, su koreanhistoryproject.org. URL consultato il 20 febbraio 2015.
18. ↑  Hamadani 1971.
19. ↑  (AR) Ibn Battuta, الرحلة (Rihla) [I viaggi], 3. Persia e Iraq.
20. ↑  (EN) Frederick W. Mote, Imperial China: 900–1800, Harvard University Press, 1999, ISBN 978-0-674-01212-7.
21. 1 2 3 4  (EN) James Waterson, Defending Heaven: China's Mongol Wars, 1209–1370, Casemate Publishers, 2013, ISBN 978-1783469437.
22. ↑  (EN) Alan H. Balfour e Shiling Zheng, Shanghai, a cura di Alan H. Balfour, illustrated, Wiley-Academy, 2002,  p. 25, ISBN 0471877336.
23. ↑  Man 2004, p. 164.
24. ↑  (EN) John Coatsworth [et al.], Global Connections, 1. Politics, Exchange, and Social Life in World History, ill., Cambridge University Press, 2015,  p. 356, ISBN 978-1783469437.
25. ↑  (EN) Junius P. Rodriguez, The Historical Encyclopedia of World Slavery, ABC-CLIO, 1997,  p. 146.
26. ↑  (JA) Sugiyama Masaaki, 忽必烈的挑战, 社会科学文献出版社, 2013,  pp. 44-46.
27. ↑  (JA) Funada Yoshiyuki, 色目人与元代制度、社会－－重新探讨蒙古、色目、汉人、南人划分的位置, 蒙古学信息, 2003,  p. 2.
28. ↑  (EN) Vincent Barras e Gilbert Greub, History of biological warfare and bioterrorism, in Clinical Microbiology and Infection, vol. 20, 2014,  pp. 497-502.
29. ↑  (EN) Andrew G. Robertson e Laura J. Robertson, From asps to allegations: biological warfare in history, in Military medicine, vol. 160, 1995,  pp. 369-373.
30. ↑  (EN) Rakibul Hasan, Biological Weapons: covert threats to global health security, in Asian Journal of Multidisciplinary Studies, vol. 2, 2014,  p. 38.
31. ↑  (EN) We have met the enemy and they are small : A brief history of bug warfare, su Military History Now. URL consultato il 26 dicembre 2014.
32. ↑  Morgan 1986, pp. 74-75.
33. ↑  (EN) Paul Ratchnevsky, Genghis Khan: His Life and Legacy, Blackwell Publishing, 1991,  pp. 131-133, ISBN 0-631-16785-4.
34. ↑  (EN) I. Frazier, Invaders: Destroying Baghdad, Annals of History, New Yorker Magazine, 25 aprile 2005 (archiviato dall'url originale il 12 giugno 2018). Ospitato su Online Issue.
35. ↑  (EN) Kallie Szczepanski, How the Mongols Took Over Baghdad in 1258, su ThoughtCo.
36. ↑  (EN) James Raven, Introduction: The Resonances of Loss, in James Raven (a cura di), Lost Libraries: The Destruction of Great Book Collections since Antiquity, Palgrave Macmillan, 2004,  p. 11.
37. ↑   Ibn Khaldūn, Tārīkh Ibn Khaldūn, a cura di Khalīl Shaḥḥadāh, Beirut, Dār al-Fikr, 2000,  p. 5:613.
38. ↑  (EN) Harris, History of Libraries in the Western World, 4.ª ed., 1999,  p. 85.
39. ↑  (EN) Soyoung Lee [et al.] (a cura di), Silla : Korea's golden kingdom, New York, 2013,  p. 22, ISBN 9781588395023, OCLC 862096677.
40. ↑  Man 2004.
41. ↑  (EN) Will Durant e Ariel Durant, The Age of Faith, The Story of Civilization, 1980.
42. ↑  (EN) Stephanie Pappas, Genghis Khan did it, but Black Plague couldn't: A look at historical events and their roles in altering carbon dioxide levels, su NBC News, 8 febbraio 2011. URL consultato il 24 maggio 2020.
43. ↑  (EN) Julia Pongratz [et al.], Coupled climate–carbon simulations indicate minor global effects of wars and epidemics on atmospheric CO2 between ad 800 and 1850, in The Holocene, vol. 21, 20 gennaio 2011,  pp. 843-851, DOI:10.1177/0959683610386981, ISSN 0959-6836 (WC · ACNP).

### Fonti
- (MN) Монголын Нууц Товчоо (Mongolyn Nuuc Tovčoo) [Storia segreta dei Mongoli], 1240. ed.  Sergei Kozin (a cura di), Storia segreta dei Mongoli, traduzione di M. Olsùfieva, Guanda, 2021  [1988], ISBN 9788823525818.
- (LA) Giovanni da Pian del Carpine, Historia Mongalorum, post-1247.
- (AR) Rashid al-Din Hamadani, Jami' al-tawarikh, XIV secolo. ed. (EN) Rashid al-Din Hamadani, The Successors of Genghis Khan, traduzione di John Andrew Boyle, Columbia University Press, 1971.

### Studi
In italiano
- E.D. Phillips, L'impero dei Mongoli, Newton Compton, 1979  [1969].

In altre lingue
- (EN) C.P. Atwood, Encyclopedia of Mongolia and the Mongol Empire, Facts on File, 2004, ISBN 978-0816046713.
- (EN) George Lane, Daily Life in the Mongol Empire, Greenwood Publishing Group, 2006  [1952].
- (EN) George Lane, Genghis Khan and Mongol Rule, Westport, Greenwood, 2004.
- (EN) Timothy May, The Mongol Conquests in World History, Londra, Reaktion Books, 2012, ISBN 9781861899712.
- (EN) John Man, Genghis Khan: Life, Death, and Resurrection, New York City, St. Martin's Press, 2004, ISBN 9780312366247.
- (EN) David Morgan, The Mongols, Wiley-Blackwell, 1986, ISBN 0-631-17563-6.
- (EN) David Nicolle, The Mongol Warlords, Brockhampton Press, 1998.
- (EN) Morris Rossabi, The Mongols and Global History, nuova ed., W W Norton & Co Inc, 2011, ISBN 978-0393927115.
- (EN) J.J. Saunders, The History of the Mongol Conquests, Routledge & Kegan Paul Ltd, 1971, ISBN 0-8122-1766-7.
- (EN) Stephen Turnbull, Genghis Khan and the Mongol Conquests 1190–1400, Osprey Publishing, 2003, ISBN 978-1-84176-523-5.
- (EN) Jack Weatherford, Genghis Khan and the Making of the Modern World, Three Rivers Press, 2005, ISBN 978-0-609-80964-8.